# Гак Бані Андре Льюіс
 Андре Льюіс Гак Бані  (порт.-браз. André Luis Hack Bahi; 4 березня 1979, Порту-Алегрі, Бразилія — 3 червня (орієнтовно) 2022, Сєвєродонецьк, Україна)  — бразильський доброволець, військовослужбовець Збройних Сил України, солдат Інтернаціонального легіону ЗСУ, учасник російсько-української війни, що відзначився і загинув у ході російського вторгнення в Україну. 
Кавалер ордена «За мужність» ІІІ ступеня (2022, посмертно).  
Перший громадянин Бразілії, який віддав життя, захищаючи Україну зі зброєю в руках.

## Біографія
Андре народився 4 березня 1979 року у м. Порту-Алегрі, штат Ріу-Гранді-ду-Сул, Федеративної Республіки Бразилія. Виріс у м. Ельдорадо-ду-Сул. 
З дитинства захоплювався військовою тематикою: грався у солдатиків, обожнював фільми про війну.
Пройшов 12-місячну обов'язкову (строкову) військову службу у  Сухопутних військах Збройних сил Бразилії (порт.-браз. Exército Brasileiro), потому закінчив Університет штату Сеара за спеціальністю «Медична сестра».
Проходив військову службу за контрактом у Іноземному легіоні Франції, 2017 року дістав поранення під час проходження служби на території Республики Кот-д'Івуар.
Працював інструктором курсів виживання, водієм швидкої допомоги. 
За словами цивільної дружини (партнерки) Ріани у лютому 2022 року Андре поїхав до Португалії, нібито «через фінансові труднощі». Невдовзі після прибуття до Португалії Андре сказав їй, що їде до України: «Він сказав мені, що хоче захистити людей там. Що війна несправедлива. Я намагалася сказати йому не йти, але це бажання було в нього надто сильним. Тож правильно було підтримати його, і саме це я й зробила».
Проходив підготовку на Львівщині у числі першої групи бразильських добровольців, залишив військовий табір за кілька годин до російського ракетного обстрілу, писав рідним, що втратив там друзів.
Прийнятий на військову службу за контрактом у один із підрозділів Інтернаціонального легіону, у складі якого брав участь у бойових діях на Київщині (зокрема, у районі Ірпеня та Бучі) та на Луганщині.
Сестра Андре Летиція розповіла, що родина з напруженням спостерігала за перебуванням Андре в Україні. За її словами, брат підтримував зв'язок через месенджери та надсилав відео та фотографії звірств, з якими він стикався в зоні бойових дій: «Він був дуже обурений. Він казав, що те, що відбувається, абсурдно. Він завжди надсилав нам відео та фотографії. Те, що він надсилав про Бучу, було жахливим».
78-річний батько Андре, Моцарт Пінто Бахі, згадував, що син був переконаний у тому, що повинен допомогти населенню України у боротьбі проти Росії: «Він казав, що з самого прибуття туди був переконаний, що врятує людей». Сестра Летиція також назвала брата «військовим героєм» і розповідає про нього із гордістю: «З великою гордістю я хочу, щоб для нього було варте того, щоб він поїхав туди, у це далеке місце, щоб боротися та змінити життя дітей, людей похилого віку, тварин…».
Востаннє Андре зв'язувався із партнеркою Ріаною 2 червня 2022 року.
Загинув під час бойових дій у Сєвєродонецьку, орієнтовно — 3 або 4 червня. За словами однополчан-земляків, потрапив у ворожу засідку і у запеклому бою відстрілювався до останнього, свідком його загибелі був інший бразильський доброволець, який тоді дістав поранення.
Залишилися сім дітей (наймолодшій доньці — 3 роки), цивільна дружина, батьки, три сестри. 
Рідні розповідали про намір (вочевидь, за заповітом Андре), піддати його тіло кремації, а прах розвіяти над містом Кішада, де він жив.

## Нагороди
- Орден «За мужність» ІІІ ступеня (5 червня 2022, посмертно) — за особисту мужність і самовіддані дії, виявлені у захисті державного суверенітету та територіальної цілісності України, вірність військовій присязі[6].